# Ostrava
Ostravaⓘ (← cehă, germană Ostrau, poloneză Ostrawa) este cel de-al treilea oraș ca populație din Republica Cehă. Are 309.098 de locuitori și ocupă o suprafață de 214,23 km². Este un centru industrial important și centrul ariei urbane care conține și orașele Karviná, Bohumin, Český Těšín, Bruntál. Se află în colțul de nord-est al Republicii Cehe, la 10 km sud de granița cu Polonia și 50 km vest de granița cu Slovacia, în locul unde trei râuri: Lučina, Opava și Ostravice se varsă în fluviul Odra, pe frontiera între două regiuni istorice: Silezia (malul drept al Odrei) și Moravia (malul stâng). Ostrava servește ca reședință a regiunii Moravia-Silezia și a districtului Ostrava-město.

## Istorie

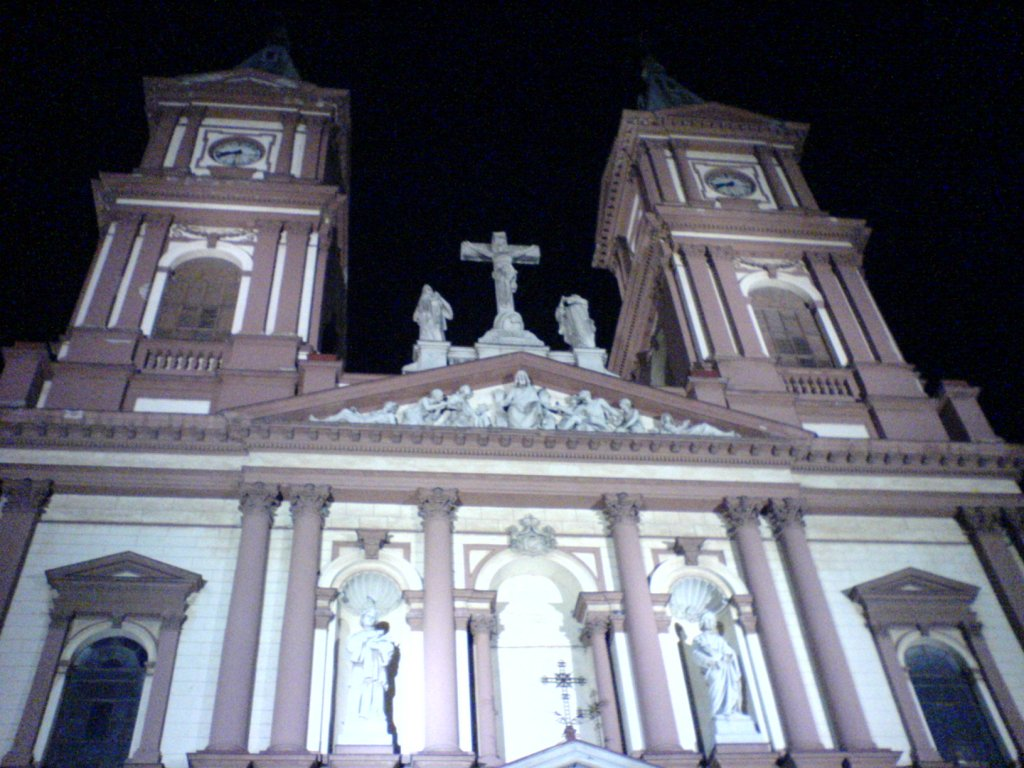
Catedrala Salvatorului Divin, Ostrava

Ostrava a fost o intersecție importantă a căilor comerciale din preistorie până astăzi. Descoperirile arheologice au dovedit că aria înconjuratoare a orașului a fost populată permament începând cu 25.000 de ani în urmă. Ostrava în sine a fost fondată în 1267 și a primit drepturi de oraș în 1279. Mult timp orașul a fost divizat în două părți, ale căror nume sunt și acum reflectate în diviziunea administrativă: Moravská Ostrava și Slezská Ostrava. Până în secolul XVIII, ambele Ostrave erau orașe provinciale cu populații de aproape 1.000 de locuitori, mai ales meșteșugari.
În 1763, au fost descoperite zăcăminte mari de cărbune negru, conducând la boomul industrial și valuri de imigranți noi în secole următoare. În timpul secolului XIX, au fost construite mine în oraș și lângă acesta. De asemenea a fost deschisă prima oțelărie. Creșterea industrială a fost posibilă datorită finalizării construirii căii ferate Kaiser-Ferdinands-Nordbahn dinspre Viena în 1847. Ostrava a continuit să se dezvolte în secolul XX. Totuși, orașul – ca sursă importantă de oțel pentru industria militară – a suferit bombardamente masive în timpul celui de-Al Doilea Război Mondial, care au distrus o mare parte a orașului.
Ostrava s-a schimbat mult după Revoluția de Catifea (1989). S-a început procesul de restructurare a industriei – minele de cărbune au fost lichidate în 1994, iar cea mai mare parte a uzinei metalurgice Vítkovice a fost închisă în 1998. Industria grea este acum reprezintată doar de către oțelăria Mittal (în trecut Nová Huť – Oțelăria Nouă). A fost revitalizat și centrul orașului – uzinele din cartierul Karolina au fost închise și demolate, pe locul lor construindu-se noi blocuri de locuințe, oficii, centre comerciale, o universitate și o biserică.

## Personalități născute aici
- Tomáš Čermák (n. 1943), inginer, profesor universitar;
- Karel Loprais (1949 - 2021), pilot de raliuri;
- Věra Flasarová (n. 1952), om politic, europarlamentar;
- Ivan Lendl (n. 1960), tenismen;
- Pavel Srníček (1968 - 2015), fotbalist;
- Marek Jankulovski (n. 1977), fotbalist;
- Libor Sionko (n. 1977), fotbalist;
- Radek Opršal (n. 1978), fotbalist;
- Lukáš Magera (n. 1983), fotbalist;
- Tomáš Vaclík (n. 1989), fotbalist.